# Georges Méliès
Georges Méliès (ur. 8 grudnia 1861 w Paryżu, zm. 21 stycznia 1938 tamże) – francuski iluzjonista, reżyser i producent filmowy, pionier kina, karykaturzysta (był m.in. autorem karykatury Jana III Sobieskiego). Nazywany „magiem kina” i „czarodziejem ekranu”. Wynalazca licznych trików filmowych, wykorzystywanych w kinie przez wiele następnych lat. Autor ponad 500 filmów.

## Życiorys
Wywodził się z bogatej rodziny, jego ojciec był fabrykantem obuwia. W 1888 roku, otrzymawszy część jego majątku, Méliès zakupił znany teatr iluzjonistyczny Teatr Robert-Houdin. 28 grudnia 1895 roku uczestniczył w pierwszym płatnym pokazie kinematografu, urządzenie zachwyciło go. Od 1896 roku wzbogacił program swojego teatru o projekcje kinowe, w tym samym roku zaczął produkować swoje własne filmy (pierwszym była Talia kart, w której sam zagrał). Początkowo były to filmy zbliżone do produkcji braci Lumière, jego pierwszym filmem opartym na triku było Zniknięcie pewnej damy w Teatrze Robert-Houdin (damę zagrała przyszła żona reżysera, Jehanne d’Alcy). Od tego momentu kontynuował stosowanie trików. W 1907 roku w swojej posiadłości w Montreuil wybudował pierwsze na świecie studio filmowe, w którym tworzył. Jego największym sukcesem był nakręcony w 1902 film pt. Podróż na księżyc. Z czasem filmy Mélièsa stawały się coraz mniej popularne, gdyż nie nadążały za rozwojem kinematografii. Reżyser wpadł w kłopoty finansowe, zmuszony był sprzedać studio. W akcie rozpaczy w 1923 roku spalił i wrzucił do Sekwany wszystkie swoje filmy. Nie tworzył już od tej pory, pracował jako sprzedawca w należącym do żony sklepiku ze słodyczami i zabawkami. W 1928 roku spotkał go tam i rozpoznał jeden z dziennikarzy filmowych i doprowadził do ponownego odkrycia postaci tego pioniera kina. W 1930 roku odbyła się duża retrospektywa twórczości Melièsa, w 1932 reżyser otrzymał miejsce w przytułku dla emerytowanych twórców filmowych. Zmarł w 1938. Większość jego twórczości zaginęła, część z niej udało się odzyskać dzięki wnuczce filmowca, Madeleine Mathte-Méliès.

## Twórczość filmowa

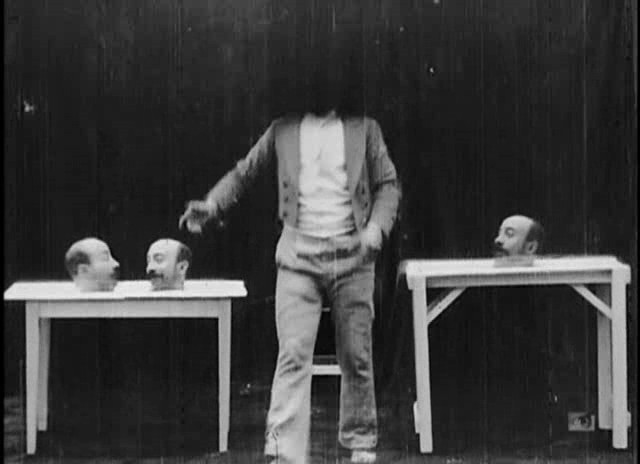
Kadr z filmu Un homme de têtes, 1898

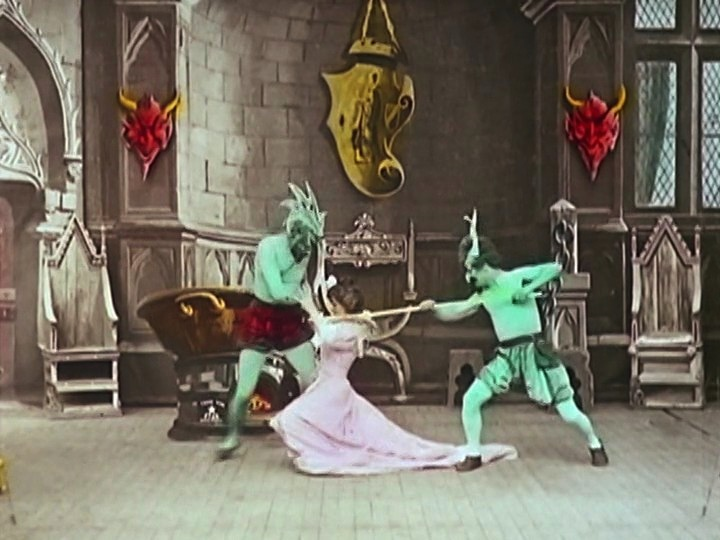
Kadr z koloryzowanego filmu Piekielny kociołek (Le Chaudron infernal), 1903

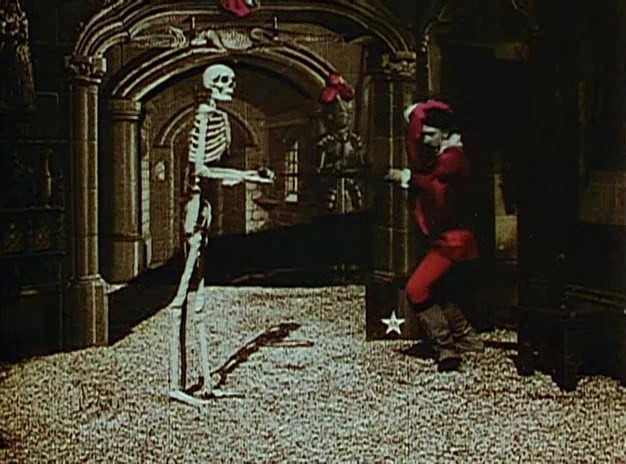
Kadr z koloryzowanego filmu Le château hanté, 1897

Kino Mélièsa charakteryzuje duże bogactwo form, stanowiących prekursorskie dokonania w stosunku do rozwijanych później gatunków filmowych. Należą do nich:
- Skecze iluzjonistyczne – odpowiednik iluzji scenicznych, tworzonych przez Mélièsa, prezentują krótką historię o prostej akcji z zazwyczaj jednym głównym bohaterem, którego grywał niemal zawsze sam Méliès. Stosują triki filmowe, takie jak wielokrotna ekspozycja, do najbardziej znanych filmów tego typu należą Człowiek-orkiestra (1900), Meloman (1903).
- Feerie i baśnie filmowe – mające swoje korzenie w XIX-wiecznym teatrze popularnym, który lubował się w pokazywaniu czarodziejskich i niesamowitych scen. Méliès stworzył takie feerie jak Piekielny kociołek (1903) czy Czterysta żartów diabelskich (1906). Baśnie podobne były do feerii, lecz o bogatszej warstwie fabularnej: Kopciuszek (1899), Kopciuszek albo cudowny pantofelek (1912).
- Filmy fantastyczno-naukowe i przygodowe – te pierwsze początkowo bardziej skupiały się na elemencie fantastycznym z nonszalancją traktując pierwiastek naukowy (jak w Podróży na Księżyc z 1902 roku), później jednak, można zauważyć wzrost dbałości o elementarne prawdopodobieństwo, o czym świadczy Zdobycie bieguna (1912). Do filmów przygodowych można zaliczyć np.: Rajd Paryż – Monte Carlo automobilem (1905).
- Epika historyczna – to często dzieła monumentalne jak na początki kina, z setkami statystów i wielkimi malowanymi dekoracjami, np.: Joanna D’Arc (1900).
- Aktualności, później częściej aktualności rekonstruowane – początkowo kręcone na żywo (Dwór cara przybywający do Wersalu, 1895), potem ze względu na trudności techniczne przygotowywane z odpowiednim wyprzedzeniem lub po fakcie: Koronacja Edwarda VII (1902).
- Dramaty i satyry polityczne – do najbardziej znanych należy Sprawa Dreyfusa (1899), nakręcona jako cykl obrazów filmowych, w których artysta prezentuje swoją opinię na bieżące tematy polityczne. W Podziemnej szulerni (1905) policjanci zająwszy nielegalną szulernię, sami zasiadają w niej do gry.
- Dramaty społeczne i melodramaty – podejmowały problematykę społeczną, jak np. Podpalacze (1906) z nowatorskimi scenami plenerowymi lub moralizatorski Jest Bóg dla pijaków (1907).
- Burleski, groteski i wodewile – takie jak Podchmielone afisze (1907), na których ożywają umieszczone na nich postacie, lub Diaboliczny lokator (1909), który wprowadzając się do pustego pokoju, w ciągu kilku minut wyjmuje z walizki całe jego umeblowanie, a odmówiwszy zapłacenia czynszu, równie spektakularnie zabiera z lokalu swoje manatki. Przykładem wodewilu może być Szkoła zięciów (1897).
- Melies kręcił także filmy taneczne (Piekielny cake walk, 1903), erotyczne (Zasypianie panny młodej, 1899), reklamowe (Butelka dla niemowląt „Robert”, 1900), chętnie ekranizował klasykę literatury lub ich fragmenty.

## Nawiązania
Biografia Mélièsa posłużyła za tło do nakręconego w 2011 roku, filmu baśniowego pt. Hugo i jego wynalazek. Film zdobył 5 Oscarów, 37 innych nagród oraz 88 nominacji.
W postać Mélièsa wcielił się Jan Englert w nagrodzonym Grand Prix Festiwalu „Dwa Teatry” Sopot' 2015 słuchowisku Moniki Milewskiej „Podróż na Księżyc” w reżyserii Anny Wieczur-Bluszcz.